# Mittelhessisches Druck- und Verlagshaus
Die Mittelhessische Druck- und Verlagshaus GmbH & Co. KG (MDV) ist ein Zeitungsverlag mit Sitz im mittelhessischen Gießen. Das Verlagshaus publiziert unter anderem die Gießener Allgemeine Zeitung. Seit dem 1. März 2017 gehört das Verlagshaus zur Zeitungsholding Hessen und damit zur Zeitungsgruppe Ippen.
Im Unternehmen sind rund 1000 Beschäftigte tätig, die im Jahre 2016 einen Umsatz von rund 36 Millionen Euro erwirtschafteten.

## Zeitungstitel
Das Mittelhessische Druck- und Verlagshaus gibt folgende Tageszeitungen und Anzeigenblätter heraus:

### Tageszeitungen
- Gießener Allgemeine Zeitung
- Wetterauer Zeitung
- Alsfelder Allgemeine

### Anzeigenblätter
- Sonntag Morgenmagazin (Mittelhessen)
- Wetterauer-Wochenpost (Wetterau)
- Neue Wochenpost (Landkreis Büdingen)
- Extra Tipp (Gießen)